# TV Alternativa
TV Alternativa é uma emissora de televisão brasileira concessionada em Paço do Lumiar, porém sediada em São Luís, respectivamente cidade e capital do estado do Maranhão. Opera no canal 19 UHF digital e é afiliada à Rede Meio.
Foi a primeira emissora de TV a entrar no ar que não seja instalada na cidade de São Luís e sim no centro da Ilha de São Luís, na zona rural do município de Paço do Lumiar. Posteriomente, transferiu seus estúdios para a capital maranhense, no Parque Athenas.
De propriedade do Sistema WCS de Comunicação, a TV Alternativa é o resultado de uma longa luta pela concessão pública, como é toda luta que empreendem aqueles que não fazem parte “das grandes empresas já existentes, das famílias que lotearam o sistema de comunicação nacional e dos políticos partidários” para conseguir um espaço para produzir comunicação de interesse popular.
De 2007 até 2012, a TV Alternativa era sintonizada no canal 34 UHF, quando a emissora mudou para o canal 35, para dar lugar ao futuro canal digital da TV Brasil Maranhão e não interferir na repetidora da Rede 21 no canal 33. O slogan utilizado pela emissora no canal 34 foi “TV Alternativa, a TV com a cara da Ilha!”, quando a emissora mudou o slogan (A nova cara da Ilha.) e o logotipo (com a letra A no círculo).

## História

### Início do Sistema WCS
O primeiro passo da futura emissora começa com o surgimento do Sistema WCS, em 1993, que vem construir modo de fazer televisão de modo a envolver todos os profissionais nesta construção.
Nesta lógica, grande parte dos profissionais que atuam na empresa é ainda originária dos momentos iniciais das atividades empresariais do Sistema e foram decisivos no seu desenvolvimento.
A política de recursos humanos tem priorizado a inclusão de profissionais novos, que ainda não tenham passado por grandes veículos e que tenham perfil compatível com a proposta da empresa.
Em 1994, o Sistema WCS passou a produzir o primeiro programa independente, o Shopping Tudo, na TV São Luís (na época, afiliada à Rede Manchete), de vendas e comércio.

### Concessão
O processo de solicitação da concessão da TV Alternativa pelo grupo WCS foi protocolado no primeiro semestre de 1999 e deferido em outubro de 2006, após dezenas de idas e vindas e de sucessivas mudanças na complexa e empedernida burocracia do Ministério das Comunicações, perpassando por vários ministros que por lá despacharam.
Foram 12 viagens a Brasília, diversos apelos aos parlamentares maranhenses ao longo de quase três legislaturas, dezenas de reuniões incontáveis; sucessivas trocas de documentos, autenticações, cópias, petições, alguns momentos de desânimo e tristeza para que, quase por encanto, sair a autorização para o canal 34 começar a operar.
Essa não é uma realidade para uma casta de privilegiados pelo sistema. Embora o artigo 54 da Constituição proíba parlamentares de terem concessões públicas, “somando-se as duas casas da legislatura (2003-2006) do Congresso, são quase 80 concessionários, sendo 28 senadores (mais de um terço dos titulares do Senado e 51 deputados federais)” de acordo com pesquisa do Instituto de Estudos e Pesquisas em Comunicação.

### 2004 a 2012: Canal 34

#### 2004 a 2007: Testes e fora do ar
Em maio de 2004, o canal 34 UHF entrou no ar, com baixa potência e um pouco de chuvisco, muito comum nos canais de UHF da ilha de São Luís.
Inicialmente, sem assumir o nome na época (embora com nome de TV WCS, mas nunca exibido na época de lançamento), era espécie de emissora mista de afiliada/repetidora (sem nenhuma veiculações de comerciais, programações própria e independentes locais), retransmitindo apenas a programação da TV Gazeta.
Durante o tempo que ficou ao ar, a emissora mantinha programação no ar por 18 horas (6h-meia-noite) da TV Gazeta, pois o restante (meia-noite até 6 da manhã) a emissora ficava fora do ar. A transmissão do canal 34 durou até agosto do mesmo ano, quando saiu do ar, após três meses no ar.

#### 2007: Inauguração
Em junho de 2007, depois de quase três anos fora do ar, o canal 34 voltou ao ar com a mesma rede transmitida em 2004, inicialmente apenas caráter experimental, sem nenhuma programação local, assumindo mais tarde com o nome de TV Alternativa.
O que mais surpreendeu aos telespectadores foi a melhor imagem e som, pois ao contrário das emissoras de TVs de UHF em São Luís, com baixa potência e alguns casos recepção muito ruim/péssimo em algumas regiões, se tornou a primeira emissora de televisão em Paço do Lumiar, tendo a melhor imagem e cobertura da região, comparando com outras emissoras de VHF de São Luís. Na época, segundo anúncio da própria emissora, o transmissor chegava a um raio de cobertura de pouco mais de 70 km.
Em outubro, entrou no ar o primeiro programa local Shopping Tudo, que também é exibido desde 1994 pela TV São Luís, de segunda a sexta-feira entre 8-10 e 20-22 horas há espaço esportivo, de partidas de futebol maranhense. Também no mesmo horário, é ocupado pelo Shopping Tudo.

#### 2008 a 2012: Primeiros programas
Em 18 de fevereiro de 2008, entrou no ar outro programa local: Comunidade Urgente, apresentado por Fábio Lopes (que havia aceitado o convite). O programa visa ao social e denúncias do descaso em bairros dos municípios da Ilha de São Luís: São Luís, São José de Ribamar, Paço do Lumiar e Raposa. O programa é ao vivo entre 13hs10min até 14hs, que em março, passou ser reprisado entre 23hs45 até 00h30min, quando encerra a transmissão. No final de junho, o programa sai do ar, quando o apresentador sai da emissora após ter divergências com os proprietários da emissora. Em outubro, Lopes é contratado pela TV Cidade.
Entre agosto até final de setembro, a emissora passa a veicular a primeira propaganda eleitoral pela TV nas eleições municipais, com candidatos do PMDB, PSDB, PDT, PSOL e PSTU, vencida pela Bia Venâncio (PDT).
Com o fim da Taça Cidade São Luís em dezembro, o Shopping Tudo passou ser exibido (20-22hs) até o início de janeiro de 2009.
Em janeiro de 2009, a emissora passou exibir partidas de futebol em São Luís entre 20-22hs, com um ou dois dias após a realização.
Em 17 de março, a emissora estreou três novos programas locais: a volta do Comunidade Urgente (com novo apresentador, Humberto Martins, recém-saído da TV Cidade às 13hs10min), o Mesa Redonda local (todas as terças-feiras), com apresentação de Roberto Ramos e França Melo, comentários Marcos Gonçalves e a participação de diversos convidados como jogadores, treinadores, dirigentes, torcedores e cronistas esportivos maranhenses, e o telejornal Alternativa News, às 20 horas.
No mesmo ano, estreou o Rota Metropolitana, mais conhecido como RM, às 7 horas. O programa é parecido da Comunidade Urgente, mas diferencia por fazer denúncias de problemas na região metropolitana de São Luís, como buracos nas ruas, avenidas e estradas.

#### 2012: Mudança do canal 34 para 35
No dia 30 de junho de 2012, exatamente às 18 horas e 3 minutos, a TV Alternativa muda do canal 34 para 35. A emissora já havia emitido aviso prévio sobre a mudança do canal durante o mês de junho. Mesmo assim, nem todos os telespectadores que costumaram a sintonizar a emissora, a mudança pegou de surpresa, chegando a suspeitar que a emissora tivesse saído do ar.
O motivo pela mudança é por conta da publicação da portaria de nº 18 do dia 7 de maio de 2012 do Ministério da Comunicações, na qual o canal consignado à TV Brasil Maranhão ao canal 34 (digital), poderá sofrer interferência da TV Alternativa, se a mesma permanecesse no canal 34 (analógico), quando estiver no ar.
Procurada pela imprensa televisiva, a TV Brasil MA informou que não tem previsão para colocar a emissora no ar em sinal digital de imediato, embora já possua nas instalações antena pronta para o sinal digital da emissora. Por outro lado, a TV Alternativa decidiu se antecipar sobre a possível interferência, decidindo mudar de canal.
Antes da mudança, em março, entrou no ar, pelo canal 33, uma retransmissora da Rede 21. Porém, como o canal 33 tinha menos potência do que o 34, sofria muita interferência por ser canal de baixa potência, chegando a sair do ar por várias vezes para ajustes iniciais e só terminava as interferências quando o canal 34 ficava fora do ar durante a madrugada. Mesmo assim, o canal 33 fica no ar até maio e com a mudança de canal, a TV Alternativa deixa de ser sintonizada em sinal analógico no canal 34 para ser sintonizada pelo 35. Em 6 de outubro, o canal 33 voltou ao ar com a mesma rede, sem nenhuma interferência com a antiga ocupante do canal 34.

### 2012 a 2018: Canal 35
Entre agosto até início de outubro, a emissora passa a veicular a segunda propaganda eleitoral pela TV nas eleições municipais, com candidatos do PMDB, PSDB, PDT (coligado com PSOL e PSTU) e PR, vencido por Josemar Sobreiro (PR), candidato derrotado em 2008, 2004 e 2000.
Em 4 de maio de 2014, entra no ar entre 14 até 15 horas (com reprise aos domingos) o programa de clipes musicais Identidade, apresentado por Daniel de Jesus. O programa já fora apresentado pela TV Metropolitana de São José de Ribamar, que na época, continuava fora do ar. O programa dura até 2017, depois que a TV Metropolitana volta a entrar no ar e volta para a emissora.
Em janeiro de 2015, a emissora passa a exibir na manhã e noite, os programas religiosos da Igreja Mundial do Poder de Deus, depois de seis meses fora do ar na TV Athenas e problemas com o canal 33 que saiu do ar no final de dezembro. A exibição durou até 2017, com a volta da TV Athenas e a saída do programa religioso no canal 35.
Entre agosto até início de outubro de 2016, a emissora passa a veicular a terceira propaganda eleitoral pela TV nas eleições municipais, com candidatos do PMDB, PSDB, PCdoB (coligado com PSOL, PSTU e PDT) e PR (Josemar Sobreiro), vencido por Domingos Dutra (PCdoB).

#### 2018: Anúncio do fim do sinal analógico e a entrada do digital
Durante o mês de março de 2018, em gravação para intervalos comerciais e antes do início da atração local, o dono-apresentador Wagner Silva anuncia que no dia 28 de março, a emissora deixará de transmitir no sinal analógico e operar apenas no canal 19 em sinal digital, através do canal 19.1 virtual. Anteriormente, era para ser canal 34.1 virtual.

### 2018: Sai analógico e entra sinal digital
Na madrugada do dia 19 de março, o canal 35 analógico sai do ar e não voltou a entrar no ar de manhã como de costume no mesmo canal, voltando ao ar na noite do dia 21 de março, através do canal 19 digital, uma semana antes da promessa. Já seu canal analógico continua fora do ar, o que supõe que a emissora encerrou sua transmissão analógica.

## Sinal digital
| Canal virtual | Canal digital | Resolução de tela | Programação                                    |
| ------------- | ------------- | ----------------- | ---------------------------------------------- |
| 19.1          | 19 UHF        | 1080i             | Programação principal da TV Alternativa / Meio |

A TV Alternativa foi o primeiro canal em Paço do Lumiar a iniciar suas transmissões digitais, através do canal 19 UHF na noite do dia 21 de março de 2018, embora o município seja alvo de invasões de sinais das TVs digitais, todas vindo de São Luís.
Transição para o sinal digital
A TV Alternativa cessou suas transmissões pelo canal 35 UHF na madrugada do dia 19 de março de 2018, nove dias antes da data oficial do desligamento analógico prevista pela ANATEL para a Grande São Luís. O último programa a ir ao ar foi o independente Shopping Tudo, exibido de segunda a sábado.